# 2-Nitrofluoren
2-Nitrofluoren ist eine chemische Verbindung aus der Gruppe der Nitroaromaten.

## Vorkommen
2-Nitrofluoren wurde in Abgasen von Dieselmotoren und Kerosin- und Gasbrennern nachgewiesen.

## Gewinnung und Darstellung
2-Nitrofluoren kann durch Reaktion von Fluoren mit Salpetersäure gewonnen werden.

## Eigenschaften
2-Nitrofluoren ist ein hellgelber Feststoff, der praktisch unlöslich in Wasser ist.